# Suhor, Kostel
Suhor este o localitate din comuna Kostel, Slovenia.